# Tembilahan Kota
Tembilahan Kota is een bestuurslaag in het regentschap Indragiri Hilir van de provincie Riau, Indonesië. Tembilahan Kota telt 23.968 inwoners (volkstelling 2010).